# Моли, Жозиас
Жозиас Моли (фр. Josias Moli; род. 19 августа 1954) — политик Вануату, бывший спикер парламента и исполняющий обязанности президента страны. На эти должности он вступил 28 июля 2004 года. Его предшественником, как на посту спикера, так и на должности и. о. президента был Роджер Абьют. Моли был членом Союза умеренных партий и был избран спикером парламента после того, как Абьют проиграл на парламентских выборах 6 июля 2004 года. В Вануату спикер парламента является исполняющим обязанности президента после истечения полномочий прежнего и до выборов нового коллегией выборщиков. В данном случае президент Альфред Мазенг был отрешён от должности решением Верховного Суда. И. о. президента Моли был до 16 августа 2004 года — до избрания президентом Калкота Матаскелекеле.
Отставка с поста спикера парламента последовала в декабре 2004 года, когда правительство Сержа Вохора, члена его партии, было сменено правительством Хама Лини (Национальная объединённая партия). Моли остался только членом парламента Вануату.